# Why Do You Love Me
Why Do You Love Me è il primo singolo ad essere estratto dall'album del 2005 Bleed Like Me, quarto album dei Garbage. Il successo internazionale ottenuto dal singolo riuscì a portare l'album nella top 5 delle classifiche di Regno Unito, Europa, Stati Uniti ed Australia.

## Video musicale
Il videoclip è stato girato da Sophie Muller, il 31 gennaio 2005, quasi interamente in bianco e nero. La criptica storia del video che si riesce ad intuire è la difficoltà che i membri del gruppo hanno nel mantenere le proprie relazioni nel corso degli anni.

## Tracce
CD
1. Why Do You Love Me - 3:53
2. Nobody Can Win - 2:55

7"
1. Why Do You Love Me
2. Space Can Come Through Anyone

## Classifiche
| Classifica (2005)         | Posizione massima |
| ------------------------- | ----------------- |
| Australia                 | 19                |
| Belgio (Vallonia)         | 67                |
| Germania                  | 63                |
| Irlanda                   | 27                |
| Paesi Bassi               | 100               |
| Regno Unito               | 7                 |
| Stati Uniti               | 94                |
| Stati Uniti (alternative) | 8                 |
| Svizzera                  | 75                |

## Date di pubblicazione
| Data di pubblicazione | Paese       | Casa discografica  | Formato                          |
| --------------------- | ----------- | ------------------ | -------------------------------- |
| 22 febbraio 2005      | Stati Uniti | Almo Sounds/Geffen | Airplay: Modern Rock Tracks      |
| 8 marzo 2005          | Canada      | Almo Sounds/Geffen | Download digitale                |
| 8 marzo 2005          | Stati Uniti | Almo Sounds/Geffen | Download digitale                |
| 28 marzo 2005         | Australia   | Festival Records   | Enhanced CD maxi                 |
| 28 marzo 2005         | Europa      | Warner             | CD single, Enhanced CD maxi      |
| 4 aprile 2005         | Regno Unito | A&E Records        | CD single, DVD single, 7" vinile |